# Juanulloa pedunculata
Juanulloa pedunculata är en potatisväxtart som beskrevs av Rusby. Juanulloa pedunculata ingår i släktet Juanulloa och familjen potatisväxter. Inga underarter finns listade i Catalogue of Life.